# Si bemolle maggiore

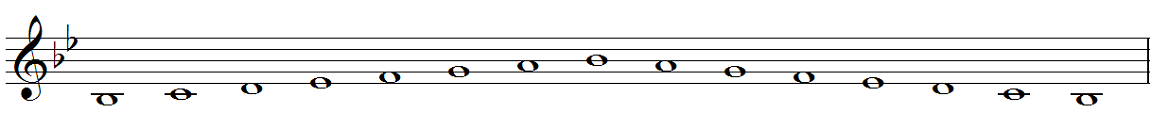
Per la scala musicale del si bemolle maggiore, si hanno: Si♭, Do, Re, Mi♭, Fa, Sol, La, Si♭ (parte ascendente).

La tonalità di si bemolle maggiore (B-flat major, B-Dur) è incentrata sulla nota tonica Si bemolle. Può essere abbreviata in 
si♭M o nel sistema anglosassone B♭, o nel sistema che vige, ad esempio, in Polonia, semplicemente B (maiuscolo = maggiore; minuscolo = minore).

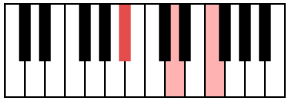
L'accordo di si bemolle maggiore (triade) è composto da Si♭, Re, Fa.

L'armatura di chiave è la seguente (due bemolli):
```

Alterazioni
 (da sinistra a destra): 
si♭, mi♭.
```

Questa rappresentazione sul pentagramma coincide con quella della tonalità relativa sol minore.
In si bemolle maggiore possono spesso essere intonati strumenti come la tromba bassa, il sassofono e il clarinetto.